# Max Rosenmund

Max Rosenmund (ca. 1909)

Max Rosenmund (* 12. Februar 1857 in Liestal; † 18. August 1908 in Küsnacht; heimatberechtigt in Liestal) war ein Schweizer Geodät und Hochschullehrer.

## Leben
Max Rosenmund, Sohn des Kaufmanns Daniel und der Maria Dorothea, geborene Berri, war mit Frieda Fierz, Tochter des Robert, verheiratet.
Er besuchte die Industrieschule in Lausanne. Anschliessend, von 1875 bis 1879, absolvierte er ein Bauingenieur-Studium am Polytechnikum Zürich, der heutigen ETH Zürich.

## Schaffen
Zwischen 1881 und 1904 war Rosenmund zunächst als Aufnahmeingenieur, danach (ab 1882) als Triangulationsingenieur und schliesslich als Adjunkt für die Eidgenössische Landestopographie tätig. Rosenmund untersuchte die Anwendung der Photogrammetrie für topografische Aufnahmen sowie die Änderung des Projektionssystems der schweizerischen Landesvermessung.
Ab 1898 war Rosenmund an der Richtungsbestimmung der Tunnelachse im Simplontunnel beteiligt. Zwischen 1904 und 1908 war er Professor für Vermessungskunde und Geodäsie am Polytechnikum Zürich. Des Weiteren war Rosenmund Mitglied der Eidgenössischen Geodätischen Kommission sowie Oberst der Artillerie. Er wurde mit dem Dr. h. c. der Universitäten Genf, Lausanne und Basel ausgezeichnet.